# 21570 Муралідгар
21570 Муралідгар (21570 Muralidhar) — астероїд головного поясу, відкритий 14 вересня 1998 року.
Тіссеранів параметр щодо Юпітера — 3,368.